# Пелэм-Клинтон, Генри, 5-й герцог Ньюкасл-андер-Лайн
Генри Пелэм-Клинтон (22 мая 1811 — 18 октября 1864) — британский политик, 5-й герцог Ньюкасл-андер-Лайн.
До 1851 года был известен как граф Линкольн. Министр по военным и колониальным делам, военный министр, министр по военным делам и министр колоний. Член Тайного совета Великобритании с 1841 года, Тайного совета Ирландии с 1846 года. Рыцарь Ордена Подвязки с 1860 года. В его честь назван Ньюкасл — административный центр района Амаджуба в провинции Квазулу-Натал (ЮАР). Это самый большой город провинции и её третий по величине городской центр.

## Происхождение и семья
Сын Генри Пелэм-Клинтона, 4-го герцога Ньюкасл-андер-Лайн.
Женился на Леди Сузан Дуглас-Гамильтон.
Дети:
- Генри Пелэм-Клинтон, 6-й герцог Ньюкасл-андер-Лайн
- Эдвард Пелэм-Клинтон
- Сузан Пелэм-Клинтон
- Артур Пелэм-Клинтон
- Альберт Пелэм-Клинтон